# Гренадски гълъб
Гренадският гълъб (Leptotila wellsi) е вид птица от семейство Гълъбови (Columbidae). Видът е критично застрашен от изчезване.

## Разпространение и местообитание
Разпространен е в Гренада.